# Lynn Haven
Lynn Haven es una ciudad ubicada en el condado de Bay en el estado estadounidense de Florida. En el Censo de 2010 tenía una población de 18.493 habitantes y una densidad poblacional de 606,64 personas por km².

## Geografía
Lynn Haven se encuentra ubicada en las coordenadas 30°14′12″N 85°38′21″O / 30.23667, -85.63917, en la región conocida como mango de Florida. Según la Oficina del Censo de los Estados Unidos, Lynn Haven tiene una superficie total de 30.48 km², de la cual 26.86 km² corresponden a tierra firme y (11.9%) 3.63 km² es agua.

## Demografía
Según el censo de 2010, había 18.493 personas residiendo en Lynn Haven. La densidad de población era de 606,64 hab./km². De los 18.493 habitantes, Lynn Haven estaba compuesto por el 83.16% blancos, el 10.04% eran afroamericanos, el 0.56% eran amerindios, el 2.39% eran asiáticos, el 0.12% eran isleños del Pacífico, el 0.81% eran de otras razas y el 2.92% pertenecían a dos o más razas. Del total de la población el 4.1% eran hispanos o latinos de cualquier raza.